# Teófimo López
Teófimo Andrés López Rivera (* 30. Juli 1997 in New York City, USA) ist ein US-amerikanischer Profiboxer honduranischer Abstammung und ehemaliger Weltmeister der Verbände IBF, WBA und WBO im Leichtgewicht.

## Amateurkarriere
Teófimo López ist der Sohn von Einwanderern aus Honduras, wurde im New Yorker Stadtteil Brooklyn geboren und ist in Davie, Florida, aufgewachsen. Er begann im Alter von sechs Jahren mit dem Boxsport, wird von seinem Vater trainiert und bestritt etwa 170 Amateurkämpfe. 2015 gewann er die National Golden Gloves und auch die nationale Olympiaqualifikation. Jedoch wurde, aufgrund seiner Erfolge in der World Series of Boxing, Carlos Balderas als US-Starter im Leichtgewicht für die Olympischen Spiele 2016 nominiert.
López startete daraufhin für Honduras bei der amerikanischen Qualifikation 2016 in Argentinien und löste mit dem Erreichen des Finales ein Olympiaticket. Bei den Olympischen Spielen 2016 unterlag er jedoch im ersten Kampf gegen den späteren Silbermedaillengewinner Sofiane Oumiha.

## Profikarriere
Im Oktober 2016 unterschrieb er einen Profivertrag bei der US-amerikanischen Promotionsfirma Top Rank von Bob Arum. Sein Manager ist David McWater, Leiter der Agentur Split-T Management. Sein Profidebüt gewann López am 5. November 2016 durch Knockout in der zweiten Runde gegen den Mexikaner Ishwar Siqueiros.
Im Mai 2018 besiegte er den Brasilianer Vitor Jones (Bilanz: 14-1) durch K. o. in der ersten Runde und zwei Monate später auch den Brasilianer William Silva (25-1) durch TKO in der sechsten Runde, wodurch er WBC Continental Americas Champion wurde. Am 8. Dezember 2018 schlug er Mason Menard (34-3) durch K. o. in der ersten Runde und gewann damit die US-Meisterschaft der USBA und die Nordamerika-Meisterschaft der NABF.
Am 2. Februar 2019 verteidigte er die Titel durch K. o. in der siebenten Runde gegen Diego Magdaleno (31-2) und gewann zusätzlich den Nordamerika-Titel der NABA. Seinen nächsten Kampf gewann er am 20. April 2019 durch K. o. in der fünften Runde gegen Edis Tatli (31-2). Den Japaner Masayoshi Nakatani (18-0) besiegte er am 19. Juli 2019 einstimmig nach Punkten.
Am 14. Dezember 2019 gewann er durch TKO in der zweiten Runde gegen Richard Commey (29-2) und wurde dadurch IBF-Weltmeister im Leichtgewicht.
Am 17. Oktober 2020 besiegte er den WBA-, WBO- und WBC-Weltmeister (letzterem franchise Titel) Wassyl Lomatschenko (14-1) einstimmig nach Punkten und vereinte damit im Leichtgewicht drei bedeutende WM-Titel (Unified Champion). Würde Lomatschenko im Jahr 2019 nicht zum WBC Franchise Champion gekrönt, wäre Lopez mit 23 Jahren der bis dahin jüngste unumstrittene Champion in allen vier großen Boxverbänden (Undisputed Champion) der Boxgeschichte.

## Liste der Profikämpfe
| 20 Siege (13 K.-o.-Siege), 1 Niederlagen, 0 Unentschieden |              |                                             | |                                                     |
| Jahr                                                      | Tag          | Ort                                         | Gegner | Ergebnis für López                                  |
| 2016                                                      | 5. November  | Thomas & Mack Center, Las Vegas, USA        | Ishwar Siqueiros | Sieg / KO 2. Runde                                  |
| 2017                                                      | 24. Februar  | Tony Rosa Community Center, Palm Bay, USA   | Francisco Medel | Sieg / TKO 4. Runde                                 |
| 2017                                                      | 17. März     | Madison Square Garden, New York, USA        | Daniel Bastien | Sieg / KO 2. Runde                                  |
| 2017                                                      | 21. April    | Osceola Heritage Center, Kissimmee, USA     | Jorge Luis Munguia | Sieg / TKO 2. Runde                                 |
| 2017                                                      | 20. Mai      | Madison Square Garden, New York, USA        | Ronald Rivas | Sieg / KO 2. Runde                                  |
| 2017                                                      | 7. Juli      | A La Carte Event Pavilion, Tampa, USA       | Christian Santibanez | Punktsieg (einstimmig) / 6 Runden                   |
| 2017                                                      | 13. Oktober  | A La Carte Event Pavilion, Tampa, USA       | Josh Ross | Sieg / TKO 2. Runde                                 |
| 2018                                                      | 3. Februar   | Bank of America Center, Corpus Christi, USA | Juan Pablo Sanchez | Punktsieg (einstimmig) / 6 Runden                   |
| 2018                                                      | 12. Mai      | Madison Square Garden, New York, USA        | Vitor Jones | Sieg / KO 1. Runde                                  |
| 2018                                                      | 14. Juli     | Lakefront Arena, New Orleans, USA           | William Silva WBC-Continental Leichtgewicht-Meisterschaft                                                                  | Sieg / TKO 6. Runde                                 |
| 2018                                                      | 8. Dezember  | Madison Square Garden, New York, USA        | Mason Menard NABF-Leichtgewicht-Meisterschaft USBA-Leichtgewicht-Meisterschaft                                             | Sieg / KO 1. Runde                                  |
| 2019                                                      | 2. Februar   | The Ford Center at The Star, Frisco, USA    | Diego Magdaleno NABF-Leichtgewicht-Titelverteidigung USBA-Leichtgewicht-Titelverteidigung NABA-Leichtgewicht-Meisterschaft | Sieg / KO 7. Runde                                  |
| 2019                                                      | 20. April    | Madison Square Garden, New York, USA        | Edis Tatli NABF-Leichtgewicht-Titelverteidigung                                                                            | Sieg / KO 5. Runde                                  |
| 2019                                                      | 19. Juli     | MGM National Harbor, Oxon Hill, USA         | Masayoshi Nakatani | Punktsieg (einstimmig) / 12 Runden                  |
| 2019                                                      | 14. Dezember | Madison Square Garden, New York, USA        | Richard Commey IBF-Leichtgewicht-Weltmeisterschaft                                                                         | Sieg / TKO 2. Runde                                 |
| 2020                                                      | 17. Oktober  | The Bubble, Las Vegas, USA                  | Wassyl Lomatschenko IBF/WBA/WBO-Leichtgewicht-Titelvereinigung                                                             | Punktsieg (einstimmig) / 12 Runden                  |
| 2021                                                      | 27. November | Madison Square Garden, New York, USA        | George Kambosos IBF/WBA/WBO-Leichtgewicht-Titelverteidigung                                                                | Punktniederlage (geteilte Entscheidung) / 12 Runden |
| 2022                                                      | 13. August   | Resorts World Las Vegas, Las Vegas, USA     | Pedro Campa WBO-International Superleichtgewicht-Meisterschaft NABF-Superleichtgewicht-Meisterschaft                       | Sieg / TKO 7. Runde                                 |
| 2022                                                      | 10. Dezember | Madison Square Garden, New York, USA        | Sandor Martin WBO-International Superleichtgewicht-Titelverteidigung                                                       | Punktsieg (geteilte Entscheidung) / 10 Runden       |
| 2023                                                      | 10. Juni     | Madison Square Garden, New York, USA        | Josh Taylor WBO-Superleichtgewicht-Weltmeisterschaft                                                                       | Punktsieg (einstimmig) / 12 Runden                  |
| 2024                                                      | 8. Februar   | Michelob Ultra Arena, Las Vegas, USA        | Jamaine Ortiz WBO-Superleichtgewicht-Titelverteidigung                                                                     | Punktsieg (einstimmig) / 12 Runden                  |
| Quelle: Teófimo López in der BoxRec-Datenbank             |              |                                             | |                                                     |